# Regar-TadAZ Tursunzoda
Regar-TadAZ Tursunzoda (tadzjikiska: Регар-ТадАЗ Турсунзода) är en fotbollsklubb från Tursunzoda i Tadzjikistan. Regar spelar för närvarande i tadzjikiska ligan, som man har dominerat sedan den infördes efter landets självständighet. Man har sammanlagt vunnit ligan sju gånger, och den senaste titeln kom år 2008. Klubben vann även 2005 års upplaga av AFC President's Cup då man slog kirgiziska Dordoj-Dynamo Naryn. Man har sedan dess lyckats vinna President's Cup två gånger till, 2008 och 2009.

## Meriter
- Tadzjikiska ligan: 7
2001, 2002, 2003, 2004, 2006, 2007 och 2008

- Tadzjikiska cupen: 3
2001, 2005 och 2006

- AFC President's Cup: 3
2005, 2008 och 2009

## Placering tidigare säsonger
| Säsong | Nivå | Liga       | Placering | Referens | Notering |
| ------ | ---- | ---------- | --------- | -------- | -------- |
| 1992   | 1    | Ligai olii | 2         | [ 1 ]    |          |
| 1993   | 1    | Ligai olii | 6         | [ 2 ]    |          |
| 1994   | 1    | Ligai olii | 7         | [ 3 ]    |          |
| 1995   | 1    | Ligai olii | 6         | [ 4 ]    |          |
| 1996   | 1    | Ligai olii | 5         | [ 5 ]    |          |
| 1997   | 1    | Ligai olii | 5         | [ 6 ]    |          |
| 1998   | 1    | Ligai olii | 9         | [ 7 ]    |          |
| 1999   | 1    | Ligai olii | 4         | [ 8 ]    |          |
| 2000   | 1    | Ligai olii | 2         | [ 9 ]    |          |
| 2001   | 1    | Ligai olii | 1         | [ 10 ]   |          |
| 2002   | 1    | Ligai olii | 1         | [ 11 ]   |          |
| 2003   | 1    | Ligai olii | 1         | [ 12 ]   |          |
| 2004   | 1    | Ligai olii | 1         | [ 13 ]   |          |
| 2005   | 1    | Ligai olii | 2         | [ 14 ]   |          |
| 2006   | 1    | Ligai olii | 1         | [ 15 ]   |          |
| 2007   | 1    | Ligai olii | 1         | [ 16 ]   |          |
| 2008   | 1    | Ligai olii | 1         | [ 17 ]   |          |
| 2009   | 1    | Ligai olii | 2         | [ 18 ]   |          |
| 2010   | 1    | Ligai olii | 2         | [ 19 ]   |          |
| 2011   | 1    | Ligai olii | 2         | [ 20 ]   |          |
| 2012   | 1    | Ligai olii | 2         | [ 21 ]   |          |
| 2013   | 1    | Ligai olii | 4         | [ 22 ]   |          |
| 2014   | 1    | Ligai olii | 6         | [ 23 ]   |          |
| 2015   | 1    | Ligai olii | 4         | [ 24 ]   |          |
| 2016   | 1    | Ligai olii | 3         | [ 25 ]   |          |
| 2017   | 1    | Ligai olii | 4         | [ 26 ]   |          |
| 2018   | 1    | Ligai olii | 4         | [ 27 ]   |          |
| 2019   | 1    | Ligai olii | 3         | [ 28 ]   |          |
| 2020   | 1    | Ligai olii | 10        | [ 29 ]   |          |
| 2021   | 2    | 1. liga    | 1         | [ 30 ]   |          |
| 2022   | 1    | Ligai olii | 8         | [ 31 ]   |          |
| 2023   | 1    | Ligai olii | 9         | [ 32 ]   |          |
| 2024   | 1    | Ligai olii | 7         | [ 33 ]   |          |

## Kända spelare
Spelare vars namn listas i fetstil indikerar att den spelaren även spelade för sitt landslag under tiden i klubben.
| Tadzjikistan - Alisjer Dodov - Odil Irgasjev - Davrondzjon Tuchtasunov | Tidigare Sovjetstater - Denis Deresjev - Ivan Djagoltjenko - Abbos Abdullojev - Sardorbek Jeminov | Sydamerika - Jailton Oliviera Afrika - Charles Nakuti |

### Fotnoter
1. ↑  http://www.rsssf.com/tablest/taji92.html
2. ↑  http://www.rsssf.com/tablest/taji93.html
3. ↑  http://www.rsssf.com/tablest/taji94.html
4. ↑  http://www.rsssf.com/tablest/taji95.html
5. ↑  http://www.rsssf.com/tablest/taji96.html
6. ↑  http://www.rsssf.com/tablest/taji97.html
7. ↑  http://www.rsssf.com/tablest/taji98.html
8. ↑  http://www.rsssf.com/tablest/taji99.html
9. ↑  http://www.rsssf.com/tablest/taji00.html
10. ↑  http://www.rsssf.com/tablest/taji01.html
11. ↑  http://www.rsssf.com/tablest/taji02.html
12. ↑  http://www.rsssf.com/tablest/taji03.html
13. ↑  http://www.rsssf.com/tablest/taji04.html
14. ↑  http://www.rsssf.com/tablest/taji05.html
15. ↑  http://www.rsssf.com/tablest/taji06.html
16. ↑  http://www.rsssf.com/tablest/taji07.html
17. ↑  http://www.rsssf.com/tablest/taji08.html
18. ↑  http://www.rsssf.com/tablest/taji09.html
19. ↑  http://www.rsssf.com/tablest/taji2010.html
20. ↑  http://www.rsssf.com/tablest/taji2011.html
21. ↑  http://www.rsssf.com/tablest/taji2012.html
22. ↑  http://www.rsssf.com/tablest/taji2013.html
23. ↑  http://www.rsssf.com/tablest/taji2014.html
24. ↑  http://www.rsssf.com/tablest/taji2015.html
25. ↑  http://www.rsssf.com/tablest/taji2016.html
26. ↑  http://www.rsssf.com/tablest/taji2017.html
27. ↑  http://www.rsssf.com/tablest/taji2018.html
28. ↑  http://www.rsssf.com/tablest/taji2019.html
29. ↑  http://www.rsssf.com/tablest/taji2020.html
30. ↑  http://www.rsssf.com/tablest/taji2021.html
31. ↑  http://www.rsssf.com/tablest/taji2022.html
32. ↑  http://www.rsssf.com/tablest/taji2023.html
33. ↑  http://www.rsssf.com/tablest/taji2024.html
34. ↑  http://www.ozodi.org/content/article/2011645.html